# Louis Huth (Porzellanmaler)
Louis Huth (1842–1923) war ein deutscher Porzellanmaler.
Huth hatte sein Atelier in Pößneck an mehreren Adressen. Die erste war dort die Krautgasse 8, wo schon sein Vater ansässig war. Er war auch in Heidelberg und Hannover tätig bzw. hatte dort Filialen. Huth handelte mit Porzellan-, Glas-, Ton-, Holz-, Leder- und Papiermalerei und Geschenkartikeln für Studenten, aber auch Souvenirartikeln insbesondere zu Pößneck. Bereits sein Vater Carl Friedrich Huth (1813–1891) machte eine Lehre als Porzellan-Dekorateur bei Conta & Böhme. Diese Porzellanfabrik wiederum ist ein Ausstellungsbereich im Stadtmuseum Pößneck.
Im Stadtmuseum Pößneck befindet sich der Stammbaum der Unternehmerfamilie Seige, den Huth auf Porzellan malte.
Sein zweiter Sohn, der Maler Franz Huth, erlernte bei ihm die Porzellanmalerei, bevor er sich der Landschaftsmalerei zuwandte. Huth war Hoflieferant des Herzogs Georg II. von Sachsen-Meiningen. Nicht nur im Jahrbuch für Genealogie, Heraldik und Sphragistik wurde er anerkennend benannt. Im Jahre 1911 erhielt Huth die goldene Verdienstmedaille für Kunst und Wissenschaft verliehen.